# Samsung Galaxy Gear

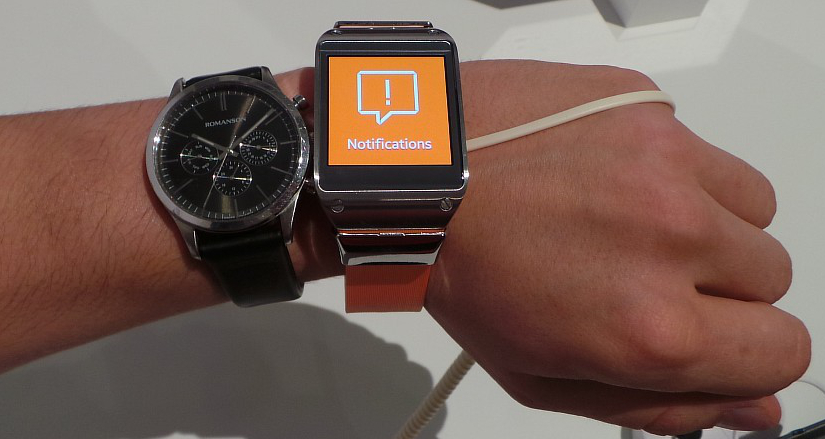

Samsung Galaxy Gear — розумний годинник, пристрій у формі годинника, що працює на базі платформи Android. Компанія Samsung представила його на презентації в Берліні 4 серпня 2013. Galaxy Gear надходить у продаж 25 вересня 2013 за ціною 299 доларів.
Годинник має металеву рамку. Пристрій оснащений 1.63-дюймовим екраном (Super AMOLED, 320 x 320) і підтримує роботу як бездротова Bluetooth-гарнітура або може інтегруватися зі смартфонами і планшетами Samsung на базі платформи Android. На відміну від моделей розумних пристроїв від інших виробників, таких як Sony SmartWatch, Galaxy Gear оснащений досить потужним процесором ARM Exynos, що працює на частоті 800 MHz, 512 Мб оперативної пам'яті і 4 Гб флеш, що дозволяє відокремлено використовувати пристрій і запускати на ньому Android-застосунки.
Заряду акумулятора (315mAh) за заявою Samsung вистачає на день роботи, але на ділі при тестуванні заряду вистачило лише на годину насиченої демонстрації. Для зарядки використовується звичайний роз'єм microUSB. Розмір пристрою 36.8 x 56,6×11.1 мм, вага 73.8 г. Розумний годинник оснащений 1.9-мегапіксельною камерою, що дозволяє записувати відео з якістю 720p, і двома мікрофонами. Особливістю пристрою є активне використання розпізнавання просторових жестів при взаємодії з користувачем, наприклад, при роботі в режимі гарнітури для відповіді на дзвінок досить просто піднести годинник до лиця.